# Uranio (ciudad)
Uranio (en griego antiguo, Οὐράνιον) fue una antigua ciudad de Caria.
Diodoro Sículo indica que, después de la Guerra de Troya, los carios ocuparon la isla de Sime, que hasta entonces hacía estado gobernada por Nireo. Pero más tarde, a causa de la sequía, se vieron obligados a abandonar la isla y se retiraron a Uranio.
Plinio el Viejo señala que Alejandro Magno unió a Halicarnaso seis ciudades en sinecismo y entre las seis cita la ciudad de Uranio, junto a Side, Pédaso, Medmasa, Teángela y Telmiso. Sin embargo, Estrabón dice que, según Calístenes, este sinecismo fue realizado por Mausolo.
Uranio perteneció a la Liga de Delos puesto que aparece mencionada en registros de tributos a Atenas de los años 453/2 y 451/0 a. C.
En 1955, George Ewart Bean y John Manuel Cook sugirieron la localización de Uranio en un lugar situado al oeste de Halicarnaso y al norte de Mindo pero, en 1991, tras el hallazgo de un decreto procedente de la ciudad de los uranitas, Ender Varinlioglu propuso otra localización, en la colina de Dikmendağ, cerca de la antigua Céramo.